# ATR 42
L'ATR 42 Colibrì è un aereo di linea regionale bimotore turboelica, impiegato per il trasporto di passeggeri su tratte a corto raggio. Come tutti i turboelica, è caratterizzato da forte accelerazione in fase di decollo, bassi consumi e possibilità di partire anche da piste corte. Tuttavia, volando ad altitudini di crociera più basse rispetto ai jet, è più sensibile alle turbolenze atmosferiche.

## Storia del progetto
La Aérospatiale (oggi Airbus) e la Aeritalia (poi divenuta Alenia Aermacchi a sua volta confluita in Leonardo S.p.A., nome assunto da Finmeccanica dal 2017) fondarono l'ATR (Aeromobili da Trasporto Regionale) come Gruppo di Interesse Economico per sviluppare una famiglia di aeromobili da impiegare sulle tratte regionali. L'ATR 42 è stato il primo aeromobile costruito da questo consorzio e venne lanciato come progetto nell'ottobre del 1981.
I primi due prototipi volarono per la prima volta nell'agosto del 1984. Le autorità aeronautiche francesi ed italiane rilasciarono le certificazioni per il volo nel settembre del 1985; il primo ATR 42 entrò in servizio il 3 dicembre 1985 con la compagnia regionale francese Air Littoral e il 9 dicembre 1985 fece il suo primo volo di linea.
L'ATR 42-300 è stato il primo modello standard della famiglia fino al 1996; rispetto ai prototipi iniziali, questa versione aveva una maggiore capacità di trasporto ed un peso maggiore al decollo. Un aereo simile all'ATR 42-300 era l'ATR 42-320 (ritirato anch'esso nel 1996) e differiva dall'altro modello per la dotazione di motori più potenti (PW 121); mentre un'altra versione similare, l'ATR 42 Cargo, poteva essere facilmente e più velocemente trasformata da aereo cargo ad aereo passeggeri.
La versione ATR 42-500 è la prima versione migliorata dell'ATR 4. Le differenze maggiori sono il restyling degli interni, la dotazione di motori più potenti (PW 127Es) in modo da consentire una maggiore velocità di crociera (565 km/h o 305 nodi), un'autonomia massima di volo di 1850 km, il cockpit, un nuovo sistema di frenatura e carrelli di atterraggio, il rafforzamento della struttura delle ali e della fusoliera. Il primo ATR 42-500 è stato consegnato nell'ottobre del 1995.
La ATR era già parte del consorzio Aero International (Regional), che nel gennaio del 1996 ha incorporato per fusione l'ATR, l'Avro e la Jetstream.
Il velivolo ATR 42, il 15 ottobre 1987, è stato oggetto di un grave incidente a Conca di Crezzo (CO), durante il volo Aero Trasporti Italiani 460; è costato la vita a 37 persone, a causa di formazione di ghiaccio sulle ali durante il volo. In seguito, tale problema è stato risolto con adeguate modifiche tecniche.
Il 2 ottobre 2007, l'ATR ha annunciato la versione -600 dei suoi turboelica, il cui prototipo ha volato il 4 marzo 2010. Tra le novità: nuova avionica (cockpit migliorato, equipaggiato con strumentazione aggiornata), nuovi motori (PW127M), ulteriore aumento di peso e nuova cabina.

## Versioni

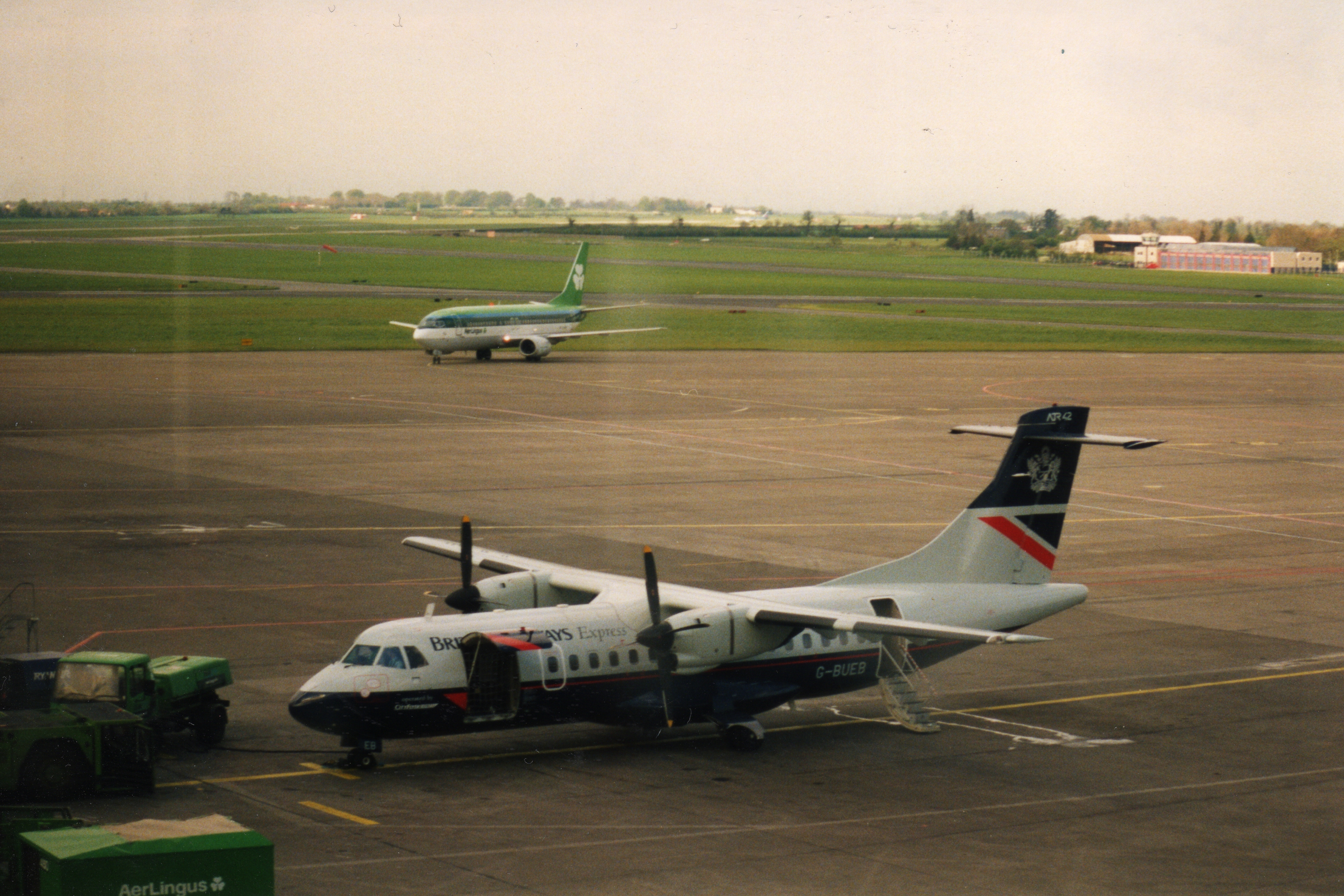
ATR 42 nella livrea storica della British Airways Express nell'aeroporto di Dublino, 1994.

### Versioni passeggeri[4]
- ATR 42-200: (1985) versione passeggeri; prima versione di produzione, con motori PW120, identica alla -300 ma con diverso peso massimo operativo.
- ATR 42-300: (1985) versione passeggeri; prima versione di produzione, con motori PW120, identica alla -200 ma con diverso peso massimo operativo.
- ATR 42-320: (1988) versione passeggeri; simile alla -300 ma con nuovi motori PW121 per migliorarne le prestazioni con clima caldo e in altitudine.
- ATR 42-500: (1995) versione passeggeri; è la versione commercializzata attualmente, con fusoliera allungata, con nuovi motori PW127M/E e nuove eliche a 6 pale.
- ATR 42-400: (1996) versione passeggeri; simile alla- 500 ma con nuovi motori PW121A e con diverso peso massimo operativo.
- ATR 42-600: versione passeggeri; versione caratterizzata da miglioramenti tecnologici che elevano l'efficienza e l'affidabilità, minor consumo di carburante e ridotti costi operativi, grazie ai nuovi motori PW127M che forniscono il 5% d'energia complementare termodinamica al decollo, migliorando così le prestazioni su piste corte, nella stagione calda e in alta quota. Questo, grazie alla funzione "Boost" che permette l'uso di questa potenza supplementare se le condizioni di decollo lo richiedono. Dotata di un nuovo cockpit, composto da cinque ampi schermi LCD, un computer multi-funzione (MPC), per migliorare la sicurezza del volo e le capacità operative.
- ATR 42-600S STOL (Short Take Off and Landing): versione passeggeri; versione capace di decollare ed atterrare da piste corte da 800 m, a differenza dei 1.050 m di pista delle altre versioni.[5] Si potranno così raggiungere 500 nuovi aeroporti in tutto il mondo.[5] Versione annullata dal costruttore il 13 novembre 2024.[6]

### Versioni derivate[7]
- ATR 42L: versione cargo - Bulk Freighter (Tube Versions) e ULD Freighter (Large Cargo Door).
- ATR 42 MP "Surveyor": versione militare; per il pattugliamento marittimo, derivata dalla versione 500.
- ATR 42 Corporate: versione per il trasporto VIP e l'aerotaxi, derivata dalla versione 500.
- ATR 42 In-Flight Inspection: versione per il controllo aereo, derivata dalla versione 500.
- ATR 42 Quick Change: versione combi passeggeri/cargo.

## Utilizzatori

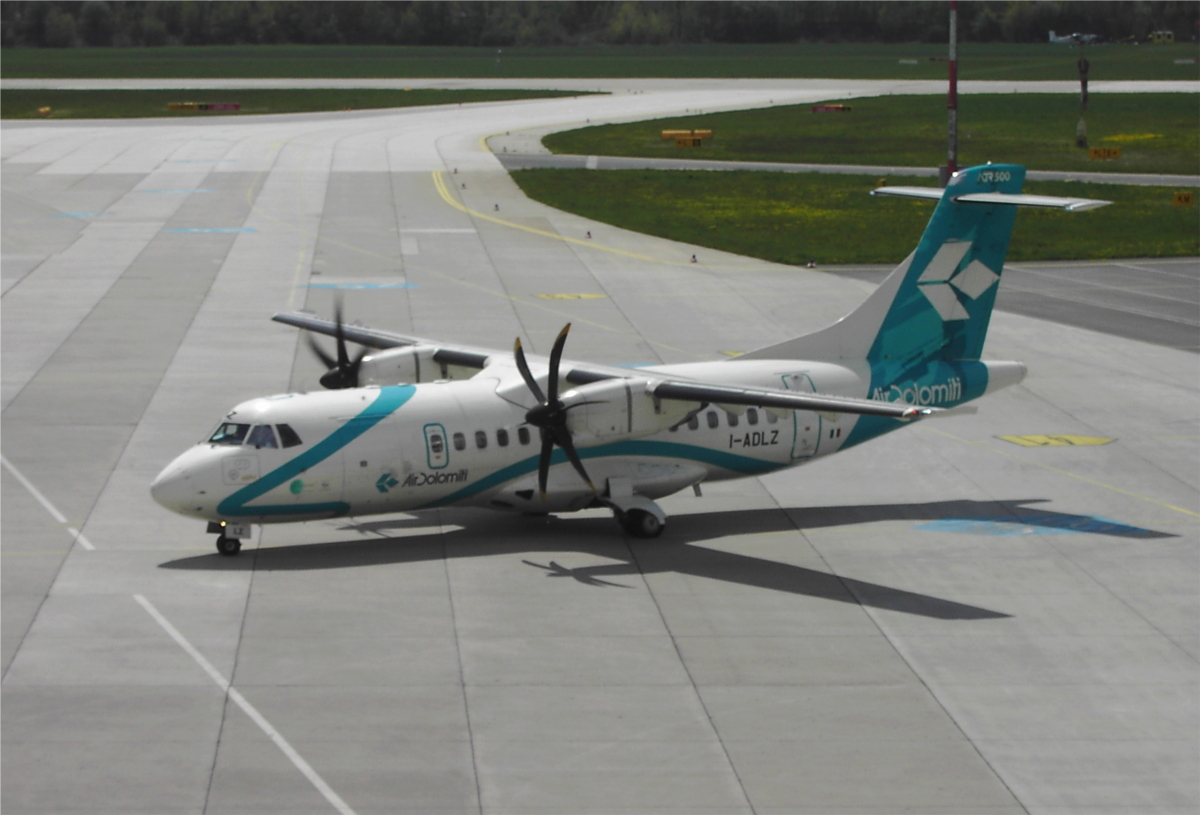
ATR 42 nella livrea attuale della italiana Air Dolomiti.

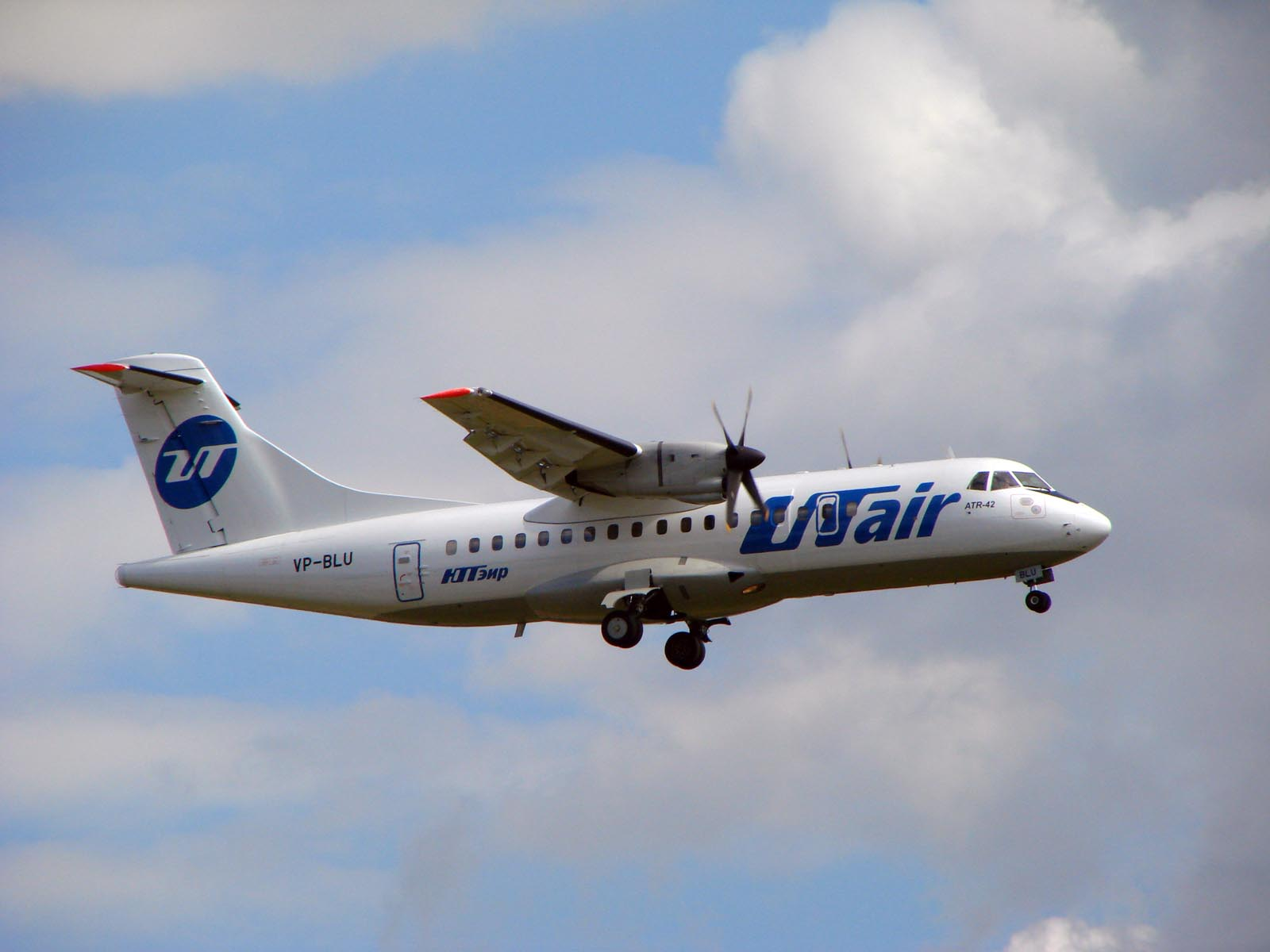
ATR 42 nella livrea attuale della russa UTair.

### Governativi
Colombia
- Policía Nacional de Colombia

5 ATR 42-300 in servizio al luglio 2019. 1 ATR 42-500 consegnato ad ottobre 2022.
 Italia
- Guardia di Finanza

vedi ATR 42MP

### Militari
Birmania
- Tatmadaw Lei

2 ATR 42 in servizio al maggio 2018.
 Ciad
- Force Aérienne Tchadienne
  - Escadrille de Transport (N'Djamena)

1 ATR 42 da trasporto VIP in servizio al maggio 2018.
 Gabon
- Armée de l'air gabonaise

1 ATR 42-320 da trasporto VIP consegnato inizialmente alla Garde Républicaine Gabonaise, successivamente all'aeronautica ed in servizio al maggio 2020.
 Italia
- Corpo delle capitanerie di porto - Guardia costiera

vedi ATR-42MP-420
 Nigeria
- Nigerian Air Force
  - 81st Air Maritime Group (Benin)

vedi ATR 42MP-500

## Incidenti
Dati tratti da Aviation Safety Network.
Complessivamente sono almeno 25 gli eventi in cui sono stati coinvolti, a vario titolo, gli ATR 42 nella loro carriera operativa, tra questi:
- 15 ottobre 1987, il volo AZ 460, da Milano Linate a Colonia, precipitò in località Conca di Crezzo (triangolo lariano). 37 persone perirono nell'incidente.[16]
- 11 febbraio 2010, Volo Trigana Air Service 168: l'ATR-42 marche PK-YRP della compagnia aerea indonesiana Trigana Air Service subì l'avaria in volo di un motore e fu costretto ad un atterraggio di fortuna. Due le persone che restarono ferite gravemente.[17]
- 16 agosto 2015, Volo Trigana Air Service 267: l'ATR-42 marche PK-YRN della compagnia aerea indonesiana Trigana Air Service. Il velivolo si è schiantato contro una montagna. I contatti si erano persi 33 minuti dopo il suo decollo dall'aeroporto Sentani di Jayapura, capoluogo della provincia orientale di Papua. L'aereo era diretto a Oksibil, sempre a Papua. Quando sono stati persi i contatti c'era una forte perturbazione. 49 passeggeri a bordo di cui 5 bambini e 5 membri dell'equipaggio, tutti deceduti nell'impatto.[18]
- 7 dicembre 2016, Volo PIA 661, da Chitral a Islamabad con un ATR 42-500 della Pakistan International Airlines marche AP-BHO, precipitava nei pressi della città di Havelian in Pakistan a pochi minuti dall'atterraggio all'aeroporto di Islamabad uccidendo tutti i 42 a bordo più 5 membri dell'equipaggio.[19]